# Cryptoclidus

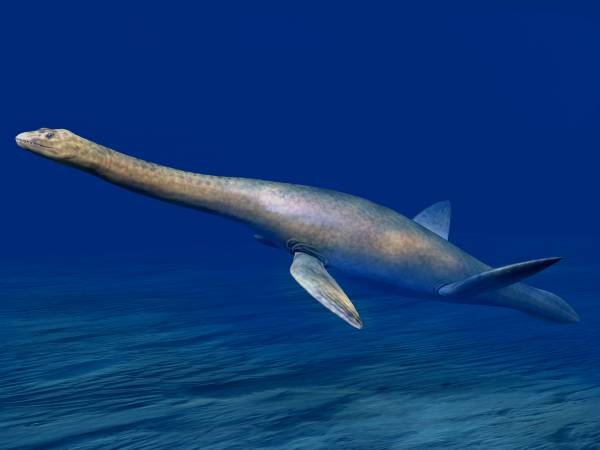
Desenho artístico mostrando o C. eurímero.

Cryptoclidus é um gênero de réptil plesiossauro do período Jurássico Médio da Inglaterra, França e Cuba.

## Adaptação à vida aquática
Plesiossauros se adaptaram à vida na água de uma maneira muito diferente das baleias. A análise comparando Cryptoclidus eurymerus às tartarugas marinhas modernas, e com base no que se sabe sobre seu processo de natação, indicou que os plesiossauros provavelmente não eram capazes de girar suas nadadeiras tanto quanto seria necessário para remar. Os plesiossauros torciam suas nadadeiras para nadar com eficiência.

## Classificação
O cladograma abaixo segue a topologia de Benson et al. (2012) análise.